# Wilson (film)
Wilson is een Amerikaanse dramafilm uit 1944 onder regie van Henry King. Het scenario is gebaseerd op het leven van de Amerikaanse president Woodrow Wilson.

## Verhaal
In 1909 is Woodrow Wilson het hoofd van de universiteit Princeton. Hij is tevens de auteur van verschillende boeken over democratie. Hij zegt zijn betrekking aan de universiteit op om gouverneur te worden van de staat New Jersey. Tijdens de Eerste Wereldoorlog ijvert Wilson als president van de VS voor de oprichting van de Volkenbond.

## Rolverdeling
| Acteur               | Personage                 |
| -------------------- | ------------------------- |
| Alexander Knox       | Woodrow Wilson            |
| Geraldine Fitzgerald | Edith Bolling Galt        |
| Thomas Mitchell      | Joseph Tumulty            |
| Ruth Nelson          | Ellen Wilson              |
| Cedric Hardwicke     | Senator Henry Cabot Lodge |
| Charles Coburn       | Professor Henry Holmes    |
| Vincent Price        | William Gibbs McAdoo      |
| William Eythe        | George Felton             |
| Mary Anderson        | Eleanor Wilson            |
| Ruth Ford            | Margaret Wilson           |
| Sidney Blackmer      | Josephus Daniels          |
| Madeleine Forbes     | Jessie Wilson             |
| Stanley Ridges       | Dr. Cary Grayson          |
| Eddie Foy jr.        | Eddie Foy                 |
| Charles Halton       | Kolonel Edward House      |
| Marcel Dalio         | Georges Clemenceau        |

## Prijzen en nominaties
| Jaar | Prijs  | Categorie                 | Genomineerde(n)             | Uitslag     |
| ---- | ------ | ------------------------- | --------------------------- | ----------- |
| 1944 | Oscars | Beste productieontwerp    | Wiard Ihnen Thomas Little   | Gewonnen    |
| 1944 | Oscars | Beste camerawerk          | Leon Shamroy                | Gewonnen    |
| 1944 | Oscars | Beste montage             | Barbara McLean              | Gewonnen    |
| 1944 | Oscars | Beste geluid              | E.H. Hansen                 | Gewonnen    |
| 1944 | Oscars | Beste originele scenario  | Lamar Trotti                | Gewonnen    |
| 1944 | Oscars | Beste film                | Darryl F. Zanuck            | Genomineerd |
| 1944 | Oscars | Beste regie               | Henry King                  | Genomineerd |
| 1944 | Oscars | Beste mannelijke hoofdrol | Alexander Knox              | Genomineerd |
| 1944 | Oscars | Beste originele muziek    | Alfred Newman               | Genomineerd |
| 1944 | Oscars | Beste visuele effecten    | Fred Sersen Roger Heman sr. | Genomineerd |